# Karl Emil Franzos
Karl Emil Franzos (Čortkiv, 25 ottobre 1848 – Berlino, 28 gennaio 1904) è stato uno scrittore e giornalista austriaco.
Nato in Podolia, regione attualmente in massima parte ucraina, ed ai tempi posta sul confine fra Impero russo ed Impero austriaco, Franzos è stato un popolarissimo scrittore e pubblicista. I suoi romanzi e racconti riflettono il mondo dell'ebraismo est-europeo, con le relative tensioni cui egli, da autore ebreo di lingua tedesca, era esposto.

## Biografia
I progenitori per parte di padre di Franzos erano ebrei sefarditi che nel XVIII secolo, ancora col nome Levert, si trasferirono dalla Lorena alla Galizia, dove assunsero il cognome Franzos a testimonianza della loro provenienza francese. I genitori di Karl Emil erano il medico Heinrich Franzos (1808–1858) e Karoline Franzos, nata Klarsfeld, di Odessa. Il padre, fortemente influenzato dalle idee del liberalismo germanico, si percepiva e si identificava come tedesco. Come medico circondariale di Čortkiv (allora denominata in tedesco "Tschortkau"), in occasione della Sollevazione della Grande Polonia (1848), sentendosi minacciato dalla popolazione polacca, mandò la moglie a partorire oltreconfine, presso una famiglia di conoscenti, guardie forestali del governatorato russo di Podolia. Dopo il parto, madre e figlio tornarono a Čortkiv. Nonostante in molte pubblicazioni si indichi Čortkiv come città natale di Franzos, bisogna considerare questa informazione come non veritiera, dato che lo scrittore stesso si dilunga sul racconto della sua nascita al di fuori della città.

### Istruzione ed impegno sociopolitico
Karl Emil Franzos venne inizialmente seguito dall'istitutore Heinrich Wild che, come punizione per aver preso parte alla sollevazione viennese dell'Ottobre del 1848 era stato confinato entro l'ambiente dell'esercito. Più avanti frequentò per tre anni la scuola conventuale dei domenicani di Čortkiv, mentre contemporaneamente prendeva lezioni private di ebraico. Dopo la morte del padre di Karl Emil (1858), Karoline Franzos si trasferì con la famiglia a Černivci, capoluogo della Bucovina. Come disposto dal padre nel testamento, Karl Emil frequentò dal 1859 al 1867 il ginnasio statale tedesco di Černivci. Sotto la direzione del filologo classico Stephan Wolf questa scuola, unica nel suo genere nella parte orientale dell'impero, godeva di ottima reputazione: agli occhi del giovane Franzof essa costituiva "l'anticamera del paradiso tedesco". Egli, costantemente primo della classe, si andava appassionando per la cultura tedesca. A Černivci Karl Emil ricevette le impressioni più durature della sua vita: la multiculturalità della Monarchia asburgica trovò poi vasta eco nei suoi racconti e romanzi. Risalgono al periodo scolastico anche i primi tentativi poetici di Franzos, che andava orientandosi alla professione di scrittore.

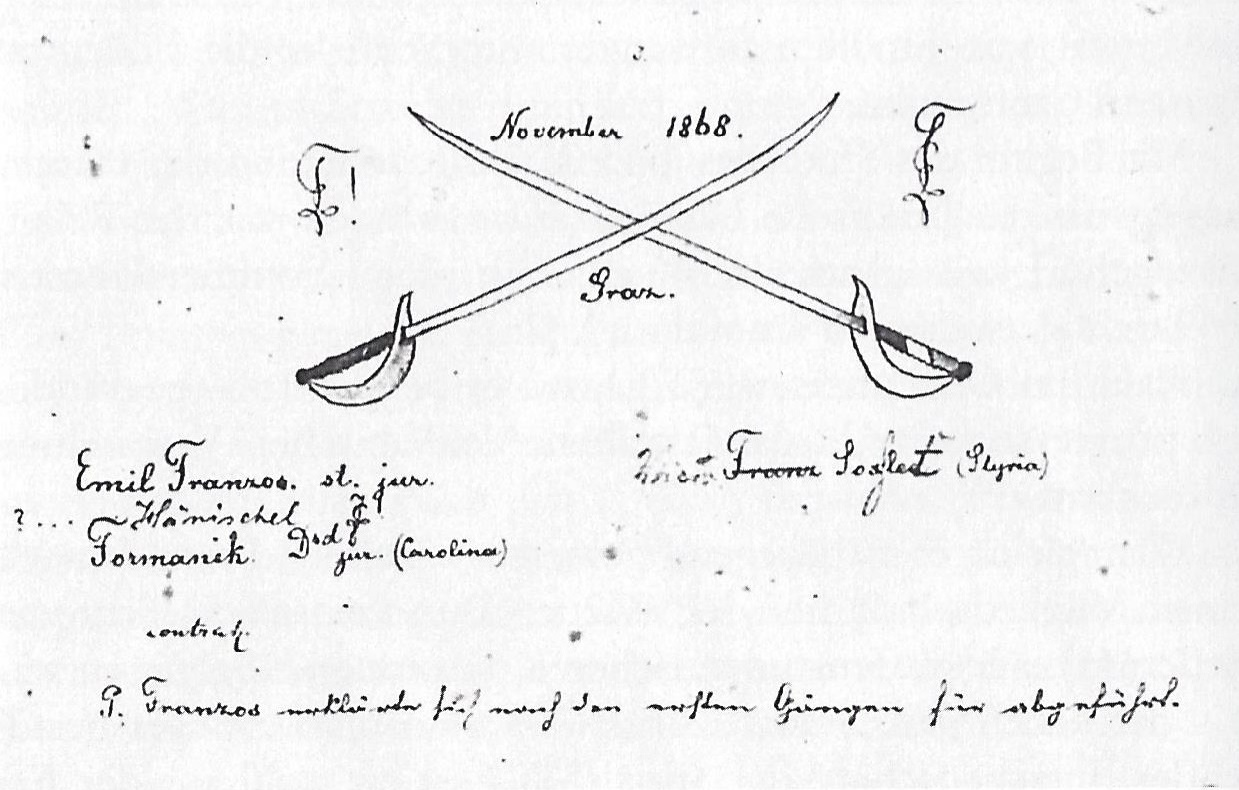
Schizzo per un duello alla sciabola fra Franzos e un avversario (1868)

Franzos ottenne il dipoloma di scuola superiore, con lode, il 3 Agosto 1867; partì poi per Vienna, presso la cui Università si immatricolò il 25 Gennaio 1868, alla facoltà di giurisprudenza. Nello stesso tempo cercava di ottenere una borsa di studio per l'approfondimento della filologia classica, che gli fu sempre negata in quanto ebreo e refrattario ad ogni proposta di essere battezzato. Appena 19enne, Karl Emil era in grado di mantenersi con gli esigui proventi di un'attività di insegnamento e con piccoli lavori letterari. Fra i suoi compagni di studi si ricordano Hubert Janitschek, Alfred Klaar e Anton Schlossar. Assieme a Karl Lueger, di qualche anno più anziano di lui, Franzos entrò a far parte dello Juridisch-Politische Leseverein viennese, un'associazione universitaria dedicata alla discussione di temi politici e sociali. Il 22 Aprile 1868 ottenne il primo grado di affiliazione alla locale associazione di Burschenschaft, la Teutonia, di cui divenne membro effettivo poco oltre, il 27 Maggio 1868. Rimase in tale associazione studentesca per oltre 17 anni finché, a causa del progressivo diffondersi del Deutschnationale Bewegung e del suo caratteristico antisemitismo, ne venne espulso, insieme a nove suoi compagni, nel 1885. 
Per motivi ignoti Franzos interruppe gli studi a Vienna nel semestre estivo del 1869.
Dopo aver trascorso le vacanze estive a Černivci, Franzos si immatricolò nel semestre invernale 1868/69 all'Università di Graz, sperando di trovarvi un'atmosfera a lui più favorevole. Qui divenne prima vice-presidente (anno accademico 1869/70), poi presidente (1870/71) dell'associazione accademica progressista "Orion", alla quale rimase affiliato per tutta la vita.
Franzos sostenne il 29 Luglio 1869 l'esame di stato in storia del diritto. Entrò successivamente in contatto con Wilhelm Scherer, Julius Fröbel e Robert Hamerling. Tenne discorsi ai raduni dei simpatizzanti del Deutschnationale Bewegung, fu fra i firmatari dell'appello alle scuole superiori tedesche del 25 Luglio 1870 e giocò un ruolo importante nelle istituzioni di beneficenza organizzate il 6 Ottobre del 1870 in favore degli orfani e delle vedove dei caduti di guerra tedeschi. Dovette pagare un'ammenda in denaro per la sua organizzazione del banchetto goliardico del 5 Dicembre 1870 a favore degli affiliati al Deutschnationale Bewegung, dopo che fin dal 1968 era stato fatto oggetto di vessazioni da parte della polizia. Propenso all'unificazione tedesca sotto guida prussiana, e comprendente anche l'Austria, salutò con fervore la proclamazione del secondo Reich, facendo parte del comitato per la celebrazione dell'evento, il 6 Marzo 1871. Notevole importanza vennero ad assumere i suoi discorsi e prolusioni, ad esempio quello tenuto a Černivci nel 1980 in occasione del centenario della nascita di Alexander von Humboldt o quello di Graz per i festeggiamenti in memoria di Ernst Moritz Arndt. Proprio a Graz saranno ambientati diversi dei suoi racconti, così come la sua unica novella in versi, Mein Franz. A Graz, per quotidiani e giornali, egli compose diverse satire, recensioni, racconti e poesie. Dall'interruzione della relazione amorosa con una donna cristiana di Černivci nacque la sua novella Das Christusbild, pubblicata sul Westermanns Monatshefte, dove ottenne il plauso di molti lettori. Mentre veniva nominato dottore in giurisprudenza, Franzos si rendeva conto che la sua strada sarebbe stata quella del giornalismo e della narrativa.

### Halb-Asiene quotidianità ebraica
Nel 1872-1873 Franzos scriveva per l'inserto del giornale ungherese Pester Lloyd, mentre al quotidiano Neue Freie Presse mandava il suo resoconto entusiastico sull'apertura dell'Università di Strasburgo in Alsazia-Lorena. Tornato a Graz da Strasburgo nel 1872 era più che mai convinto di abbandonare la materia giuridica per dedicarsi alla scrittura. Fondò il settimanale Die Laterne, per il quale scrisse dei propri viaggi a Venezia, Genova, nel Principato di Monaco, a Firenze, Roma e Napoli, ma l'iniziativa editoriale si rivelò un fiasco finanziario, e vide la chiusura dopo sole sei uscite.
Poiché i suoi resoconti di viaggio erano particolarmente apprezzati, inviò al Neue Freie Presse dal 1874 al 1876 materiali relativi ai suoi viaggi nella parte orientale dell'impero asburgico, dalle magiare Terre della Corona di Santo Stefano, dalla Bucovina. Riferì dell'apertura dell'Università statale di Černivci, al cui banchetto inaugurale del 5 Ottobre 1875 venne intonato un canto giubilatorio su versi dello stesso Franzos. I suoi reportage etnografici e di storia culturale apparvero in volume, con il titolo Aus Halb-Asien: continuamente rimpolpati, conobbero diverse edizioni di successo. 
Nel 1878 e 1888 apparvero altre raccolte di bozzetti culturali:Vom Don zur Donau ("Dal Don al Danubio") e Aus der grossen Ebene ("Dalle grandi pianure"); di tali scritti "etnografici" si è occupato in primo luogo lo studioso Salomon Wininger.
Gli ebrei percepivano Franzos come totalmente conformato alla "cultura tedesca", per cui non mancarono attacchi da parte di testate giornalistiche ebraiche. Egli si giustificava dicendo che, da ebreo, descriveva gli ebrei con realismo e senza inutili abbellimenti di maniera: nella sua raccolta di novelle Die Juden von Barnow (1877), che raccoglie storie Shtetl, Franzos eresse a monumento letterario la propria città natale di Čortkiv (la Barnow della finzione narrativa). Opere come questa contribuirono a fare in modo che egli si distaccasse gradualmente dal puro giornalismo per dedicarsi con sempre maggiore impegno all'attività puramente letteraria.

### Matrimonio
Nell'estate del 1876, a Gmunden, Franzos fece la conoscenza di Ottilie Benedikt.
Figlia di un commerciante ebreo, era imparentata al co-editore della Neuen Freien Presse Moriz Benedikt e allo scrittore Fritz Mauthner. Aveva ella stessa pubblicato testi sotto lo pseudonimo di "Fanny Ottmer". Il 28 Gennaio 1877 Ottilie sposò Franzos alla Stadttempel di Vienna. Il fratello di lei era l'avvocato e uomo politico Edmund Benedikt, nipote dello storico Heinrich Benedikt. 

### Editore a Vienna
Oltre alla sua occupazione di scrittore Franzos era attivo come traduttore, ad esempio di Gogol e di canti popolari ucraini, e soprattutto come editore. Fondamentale è la sua edizione del 1879 delle opere di Georg Büchner, l'autore del periodo del Vormärz, a quei tempi dimenticato. Oltre ai già noti lavori teatrali Leonce e Lena e La morte di Danton, l'opera editoriale di Franzos conteneva anche il Woyzeck, che egli aveva pubblicato per la prima volta nel 1878 sulla rivista Mehr Licht! traendolo dal lascito inedito dell'autore. I filologi del periodo alternarono al lavoro editoriale di Franzos critiche positive e negative, queste ultime dovute ad alcuni errori di rielaborazione e a quello che giudicavano un approccio confusionario ai manoscritti originali di Büchner. Secondo il Kindler Literatur Lexicon il titolo originale del lavoro di Büchner è  Woyzeck, mentre la denominazione  Wozzeck, dovuta ad un errore di trascrizione di Franzos, sarebbe stata ripresa da Alban Berg per la propria opera lirica Wozzeck. 
Nel 1884 Franzos divenne redattore della Neuen Illustrierten Zeitung di Vienna e nel 1886 fondò la rivista Deutsche Dichtung (1886–1904), che continuò a seguire fino alla morte. A questa rivista letteraria collaborarono Conrad Ferdinand Meyer, Theodor Fontane e Theodor Storm. Franzos si era anche prefisso il compito di promuovere giovani talenti: Stefan Zweig pubblicò sulla rivista le sue prime poesie e aforismi. Nei suoi dieci anni viennesi Franzos fece parte della cerchia dei fidati amici e consiglieri di Rodolfo d'Asburgo-Lorena, a cui non lesinò consigli ed avvertimenti per la stesura dell'opera storica ed antiquaria Kronprinzenwerk.

### Berlino

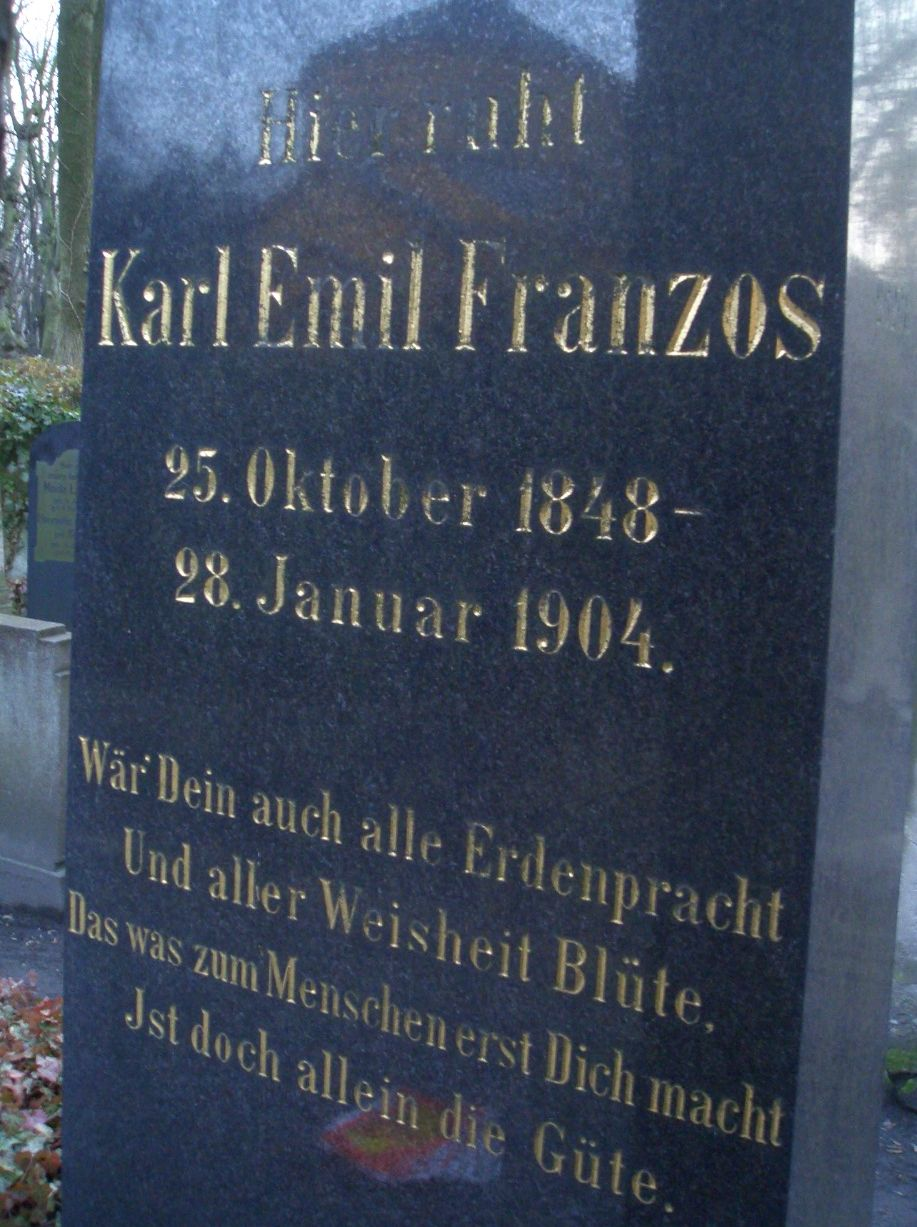
Pietra tombale di Franzos a Berlino Weißensee

Nel 1887 Franzos si era ormai lasciato alle spalle la propria vita da giornalista. Si trasferì con la moglie a Berlino, dove compose narrativa borghese d'amore o a sfondo sociale, con tratti delicatamente pessimisti, che, pur incontrando sporadicamente il gusto dei lettori, non riuscì a conquistarsi stabilmente lo stigma della canonicità letteraria. Contemporaneamente si impegnò a favore dei propri compagni di fede russi, sui quali andava pesando una progressiva oppressione. Nel 1891 aderì al Zentralkomitee für die russischen Juden ("Comitato centrale per gli ebrei russi"), che raccoglieva fondi per gli ebrei perseguitati. Nello stesso tempo contribuì con prolusioni a tematiche affini. Ci rimangono manoscritti: Russische Literatur und Kultur ("Cultura e letteratura russa"), Die Rechtslage der russischen Juden ("La posizione giuridica degli ebrei russi"), e Die Juden in Russland: Nach Zeugnissen christlicher Russen ("Gli ebrei in Russia, secondo testimonianze di cristiani russi"). Nel 1895 diede impulso (e finanziò) la fondazione della casa editrice Concordia Deutsche Verlagsgesellschaft.
Sofferente di cuore dal 1901, Franzos morì a Berlino a 55 anni d'età. È sepolto al Cimitero ebraico di Weißensee. Un monumento commemorativo gli è stato dedicato a Čortkiv il 30 Aprile 2017.

## Opere
- David der Bocher, racconto ("Erzählung") (1870)
- Ein einzig Kind, racconto (1873).
- Halb-Asien. Land und Leute des östlichen Europa[8] (1876)
- Die Juden von Barnow, novelle ("Novellen") (1877), trad. Gli ebrei di Barnow, Bonanno, 2012
- Junge Liebe, racconti[9] (1878)
- Der Hiob von Unterach und andere Geschichten (1879)
- Stille Geschichten (1880)
- Moschko von Parma, tre racconti[10] (1880), trad. Moschko del "Parma", Robin, 2018
- Ein Kampf um’s Recht, romanzo ("Roman") (1882)
- Mein Franz. Novellen in Versen (1883)
- Der Präsident, racconto (1884)
- Die Reise nach dem Schicksal, racconto (1885)
- Tragische Novellen (1886)
- Der Schatten, racconto (1889)
- Der Gott des alten Doktors, racconto (1889)
- Ein Opfer, racconto (1889)
- Judith Trachtenberg, romanzo (1890)
- Der Wahrheitssucher, romanzo (1893)
- Ungeschickte Leute, "storie" ("Geschichten"), (1893)
- Der kleine Martin, racconto (1893)
- Die Geschichte des Erstlingswerkes. Selbstbiographische Aufsätze. (1894)
- Leib Weihnachtskuchen und sein Kind, racconto (1894)
- Allerlei Geister, racconti (1894)
- Mann und Weib. Novellen (1899)
- Deutsche Fahrten. Reise- und Kulturbilder[11] (1905, postumo)
- Der alte Damian und andere Geschichten (1905)
- Der Pojaz, romanzo (1905)
- Neue Novellen[12] (1905)